# Jacaraci
Jacaraci é um município brasileiro do estado da Bahia. Faz parte do Território de Identidade Sudoeste Baiano.
Segundo o Censo 2022 do Instituto Brasileiro de Geografia e Estatística, a população do município foi de 14 436 habitantes.

## Geografia

### Municípios limítrofes
- Norte: Caculé, Guajeru
- Sul: Mortugaba, Espinosa (Minas Gerais)
- Leste: Condeúba
- Oeste: Licínio de Almeida, Urandi

## Organização político-administrativa
O Município de Jacaraci possui uma estrutura político-administrativa composta pelo Poder Executivo, chefiado por um Prefeito eleito por sufrágio universal, o qual é auxiliado diretamente por secretários municipais nomeados por ele, e pelo Poder Legislativo, institucionalizado pela Câmara Municipal de Jacaraci, órgão colegiado de representação dos munícipes que é composto por vereadores também eleitos por sufrágio universal.
Coexistem duas vertentes para explicar o topônimo de Jacaraci. A primeira comumente difundida no município é que seu nome teria surgido em razão da existência de um rio, às margens do qual se encontrava um barro chamado Jacaracica. A segunda possibilidade de explicação do nome que originou a palavra que vincula o nome Jacaraci à categoria toponímica refere-se a um hidrotopônimo, por um processo morfológico de justaposição dentro da língua Tupi-antiga (RAMOS, 2008). Étimo: îakará ‘curto’ + y ‘água, rio’; “água curta, córrego”. A lei estadual nº 464, de 19 de agosto de 1902, deu-lhe a denominação de Jacaracy (Revista do Instituto Geográfico e Histórico da Bahia, p. 284).